# Tetramesa elymicola
Tetramesa elymicola är en stekelart som först beskrevs av Phillips och Carlo Emery 1919.  Tetramesa elymicola ingår i släktet Tetramesa och familjen kragglanssteklar. Inga underarter finns listade i Catalogue of Life.